# Matilde de Morny
Matilde de Morny (26 de mayo de 1863 - 29 de junio de 1944) fue una aristócrata y artista francesa. Morny también era conocida por el apodo de "Missy" o por el seudónimo artístico "Yssim" (un anagrama de Missy), o como "Max", "Tío Max" (en francés: Oncle Max), o "Monsieur le Marquis". Morny estudió pintura y escultura con el conde Saint-Cène y el escultor Édouard-Gustave-Louis Millet de Marcilly, aunque ella prefería ir de caza con su padrastro el marqués de Alcañices.

## Primeros años de vida
Morny fue la cuarta y última hija de Carlos de Morny, duque de Morny y su esposa rusa Sofia Sergeyevna Trubetskaya. Carlos era medio hermano de Napoleón III, mientras que Sofía pudo haber sido hija ilegítima de Nicolás I de Rusia. Como adolescente, Morny aun mantenía la convención de vestimenta. Un artículo de la revista Vanity Fair de 1882 describe a la marquesa recién casada con "un vestido de color malva muy pálido, mezcla de tul y seda", y agrega que Morny "no es exactamente bonita, pero tiene una cara muy original, muy pálida, con una expresión muy fija, los ojos más oscuros posibles y cantidades de cabello muy claro".

## Carrera
Aunque era mujer, después de la muerte de su madre en 1898 la Morny adulta se vestirá con ropa masculina y usaba el nombre "Max".
La extravagante conducta de Morny la hizo célebre en la Belle Époque: a pesar de su matrimonio en 1881 con el aristócrata abiertamente homosexual Jacques Godart, VI marqués de Belbeuf (1850–1906)— de quien Morny se divorció en 1903— ella prefería claramente mujeres. Aunque el amor entre mujeres estaba de moda en ese momento en los círculos sociales elevados, Morny fue criticada por ello, especialmente por tener una vestimenta y actitud muy masculinas. Por entonces una mujer con pantalones todavía causaba escándalo, incluso aunque estuviera legalmente autorizada, como la pintora lesbiana Rosa Bonheur (que pidió permiso a la Policía para usar pantalones porque así le era más fácil pintar en el campo y las ferias ganaderas). Missy vestía trajes completos masculinos (al igual que los pantalones, algo legalmente prohibido a mujeres en Francia entonces), llevaba el cabello corto y fumaba cigarros. Encargaba su guardarropa en sastrerías londinenses y tenía un gimnasio en casa.

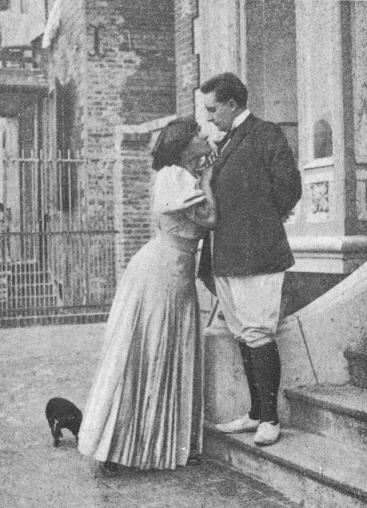
Colette y Matilde "Max" de Morny.

Morny se convirtió en amante de varias mujeres lesbianas y bisexuales en París, incluidas Liane de Pougy y Colette. Desde el verano de 1906, Colette y Morny vivieron juntas en la villa "Belle Plage" en Le Crotoy, donde Colette escribió Les Vrilles de la vigne y La Vagabonde, que sería adaptada para el cine por Musidora. El 3 de enero de 1907, las dos representaron una pantomima titulada Rêve d'Égypte ("Sueño de Egipto") en el Moulin Rouge, en la que Morny provocó un enorme escándalo al interpretar a un egiptólogo que despierta con un beso a una princesa del Antiguo Egipto: el beso entre ellas sobre el escenario casi provocó un motín y la producción fue detenida por el prefecto de policía Louis Lépine. A partir de entonces ya no pudieron convivir abiertamente, aunque la relación duró hasta 1912. Al hacer así pública su condición, su familia la rechazó y dejó de apoyarla económicamente. Morny también inspiró al personaje "La Chevalière" en la novela de Colette Le Pur et l'impur, descrita aquí como vestida "con un atuendo masculino oscuro, desmintiendo cualquier noción de alegría o bravuconería... De alta alcurnia, ella vivía en los barrios bajos como un príncipe".
El 21 de junio de 1910, la pareja compró la mansión "Rozven" en Saint-Coulomb en la Bretaña (su propietario, el barón du Crest, rechazó la venta porque Matilde no estaba vestida de mujer, y fue Colette quien firmó la escritura)- en el mismo día la primera sala del tribunal de primera instancia del departamento del Sena pronunció el divorcio de Colette de Henry Gauthier-Villars. Cuando se separaron un año después, Colette se quedó con la casa.

## Muerte
A finales de mayo de 1944, Morny, sola y al borde de la ruina, desesperada, intentó suicidarse mediante lo que Colette describió como "algo así como un harakiri". Morny murió por autoasfixia con una estufa de gas el 29 de junio de 1944, a los 81 años. Su amigo Sacha Guitry se encargó del funeral.

## En la cultura popular
De Morny es un personaje principal en la película Colette de 2018, interpretada por Denise Gough.